# Skivevej (Løgstrup)
Skivevej er en to sporet omfartsvej der går vest om Løgstrup.
Vejen er en del af primærrute 26 der går mellem Aarhus og Hanstholm, og er med til at lede trafikken syd om Løgstrup, så byen ikke bliver belastet af så meget gennemkørende trafik.
Vejen forbinder Skivevej i øst med Skivevej i vest, og passere Hovedgaden og Hjarbækvej hvor der er forbindelse til Løgstrup.